# Сафронов, Олег Александрович
Олег Александрович Сафронов (5 мая 1933, Москва, СССР — 9 сентября 2006, Москва, Россия) — советский и российский художник-мультипликатор, участвовал в создании около 100 советских мультфильмов. Художник мультфильма «Живые цифры», художник-постановщик мультфильмов «Сказ о Евпатии Коловрате», «Музыка революции» и других.

## Биография
Учился в Московском областном художественном училище «Памяти 1905 года» (1955-59), на курсах художников-мультипликаторов при к/ст «Союзмультфильм» (1959-61), Университете Марксизма-Ленинизма при Московском ГК КПСС (1968-70). Работал аниматором на киностудии «Союзмультфильм» (1960-90). Сотрудничал со студиями «Мульттелефильм», «Аргус», «Кино-Мост» и др. Участвовал в создании более 100 рисованных мультфильмов. Работал в карикатуре. Возглавлял московский Дом ветеранов кино.
Был женат на Татьяне Дмитриевне Померанцевой, которая родила 3 дочерей:
- 12 мая 1962 рождение ребёнка: ♀ Анастасия Олеговна Сафронова (Амосова)
- 11 июня 1966 рождение ребёнка: ♀ Ольга Олеговна Сафронова
- 11 июня 1966 рождение ребёнка: ♀ Екатерина Олеговна Сафронова

## Фильмография

### Режиссер
- «Лишние люди» («Фитиль» № 53) (1966)

### Художник
- «Живые цифры» (1962)

### Художник-постановщик
- «Сказ о Евпатии Коловрате» (1985)
- «Музыка революции» (1987)
- «Через тернии к звёздам» («Фитиль» № 295) (1987)

### Художник-мультипликатор
- «Машенька и медведь» (1960)
- «Акционеры» (1963)
- «Три толстяка» (1963)
- «На краю тайны» (1964)
- «Храбрый портняжка» (1964)
- «Горячий камень» (1965)
- «Гунан-Батор» (1965)
- «Приключения запятой и точки» (1965)
- «Жил-был Козявин» (1966)
- «Иван Иваныч заболел...» (1966)
- «Про бегемота, который боялся прививок» (1966)
- «Самый, самый, самый, самый» (1966)
- «Кузнец-колдун» (1967)
- «Межа» (1967)
- «Пророки и уроки» (1967)
- «Сказки для больших и маленьких» (1967)
- «С кем поведёшься» (1967)
- «Малыш и Карлсон» (1968)
- «Чёрт попутал» (1968)
- «Хочу бодаться!» (1968)
- «Ну, погоди! (выпуск 1)» (1969)
- «Возвращение с Олимпа» (1969)
- «Маугли. Последняя охота Акелы» (1969)
- «Бременские музыканты» (1969)
- «Фальшивая нота» (1969)
- «Маугли. Битва» (1970)
- «Ну, погоди! (выпуск 2)» (1970)
- «Синяя птица» (1970)
- «Сказка сказывается» (1970)
- «Маугли. Возвращение к людям» (1971)
- «Лабиринт. Подвиги Тесея» (1971)
- «Рассказы старого моряка. Необитаемый остров» (1971)
- «Слово о хлебе» (1971)
- «Рассказы старого моряка. Антарктида» (1972)
- «Волшебная палочка» (1972)
- «Коля, Оля и Архимед» (1972)
- «Песня о юном барабанщике» (1972)
- «Плюс электрификация» (1972)
- «Русские напевы» (1972)
- «Утёнок, который не умел играть в футбол» (1972)
- «Детство Ратибора» (1973)
- «Здоровье начинается дома» (1973)
- «По следам бременских музыкантов» (1973)
- «Как это случилось» (1973)
- «Юморески (выпуск 1)» (1973)
- «Сказка о попе и работнике его балде» (1973)
- «Как Львёнок и Черепаха пели песню» (1974)
- «Мешок яблок» (1974)
- «Прометей» (1974)
- «С бору по сосенке» (1974)
- «Алёнкин цыплёнок» (1974)
- «Василиса Микулишна» (1975)
- «В порту» (1975)
- «Конёк-Горбунок» (1975)
- «Наследство волшебника Бахрама» (1975)
- «Необычный друг» (1975)
- «Весёлая карусель № 8» (1976)
- «Ночь весны» (1976)
- «Детский альбом» (1976)
- «Легенда о старом маяке» (1976)
- «Ну, погоди! (выпуск 9)» (1976)
- «Ну, погоди! (выпуск 10)» (1976)
- «Просто так» (1976)
- «Василиса Прекрасная» (1977)
- «Как  грибы с горохом воевали» (1977)
- «Мальчик-с-пальчик» (1977)
- «Наш добрый мастер» (1977)
- «Ох и Ах идут в поход» (1977)
- «Последний лепесток» (1977)
- «Алим и его ослик» (1978)
- «Горный мастер» (1978)
- «Дед Мороз и серый волк» (1978)
- «Илья Муромец и Соловей-разбойник» (1978)
- «Как утёнок-музыкант стал футболистом» (1978)
- «Талант и поклонники» (1978)
- «Большая эстафета» (1979)
- «Жирна ли добыча?» (1979)[2]
- «Золушка» (1979)
- «Переменка № 2» (1979)
- «Почему ослик заупрямился?» (1979)
- «Салют, Олимпиада!» (1979)
- «Камаринская» (1980)
- «Лебеди Непрядвы» (1980)
- «Мороз Иванович» (1981)
- «Бедокуры» (1982)
- «Охотник и его сын» (1982)
- «Старая пластинка» (1982)
- «Чучело-Мяучело» (1982)
- «Сын камня» (1982)
- «Пилюля» (1983)
- «Попался, который кусался!» (1983)
- «Картинки с выставки» (1984)
- «Не опоздал» (1984)
- «Ну, погоди! (выпуск 14)» (1984)
- «Птицелов» (1984)
- «Разрешите погулять с вашей собакой» (1984)
- «Найда» (1984)
- «Маленькие чудеса» (1985)
- «Ну, погоди! (выпуск 15)» (1985)
- «Сказ о Евпатии Коловрате» (1985)
- «Повелители молний» (1985)
- «Пропал Петя-петушок» (1985)
- «Прогулка» (1986)
- «Улыбка Леонардо Да Винчи» (1986)
- «Белая трава» (1987)
- «Возвращение блудного попугая (выпуск 3)» (1988)
- «Кот, который умел петь» (1988)
- «Потерялась птица в небе» (1988)
- «Записки Пирата» (1989)
- «Здесь могут водиться тигры» (1989)
- «Сестрички-привычки» (1989)
- «Приключение волшебного глобуса или проделки ведьмы» (1991)
- «После того, как» (1991)
- «Лягушка Пипа» (1992)
- «Туман из Лондона» (1992)
- «Потец» (1992)
- «Еловое яблоко» (1993)
- «Капитан Пронин 2: в Америке (мультбоевик)» (1993)
- «Пипа и бык» (1993)
- «Капитан Пронин 3: в космосе (мульттриллер)» (1993)
- «Родня» (1993)
- «DIG SQUAD. Фильм первый» (1993)
- «Приключения Мюнхаузена. Волк в упряжке» (1995)
- «Иван и Митрофан в музее» (1998)
- «Новые бременские» (2000)
- «Иван и Митрофан в кино» (2002)
- «Князь Владимир» (2005)